# Miyajima

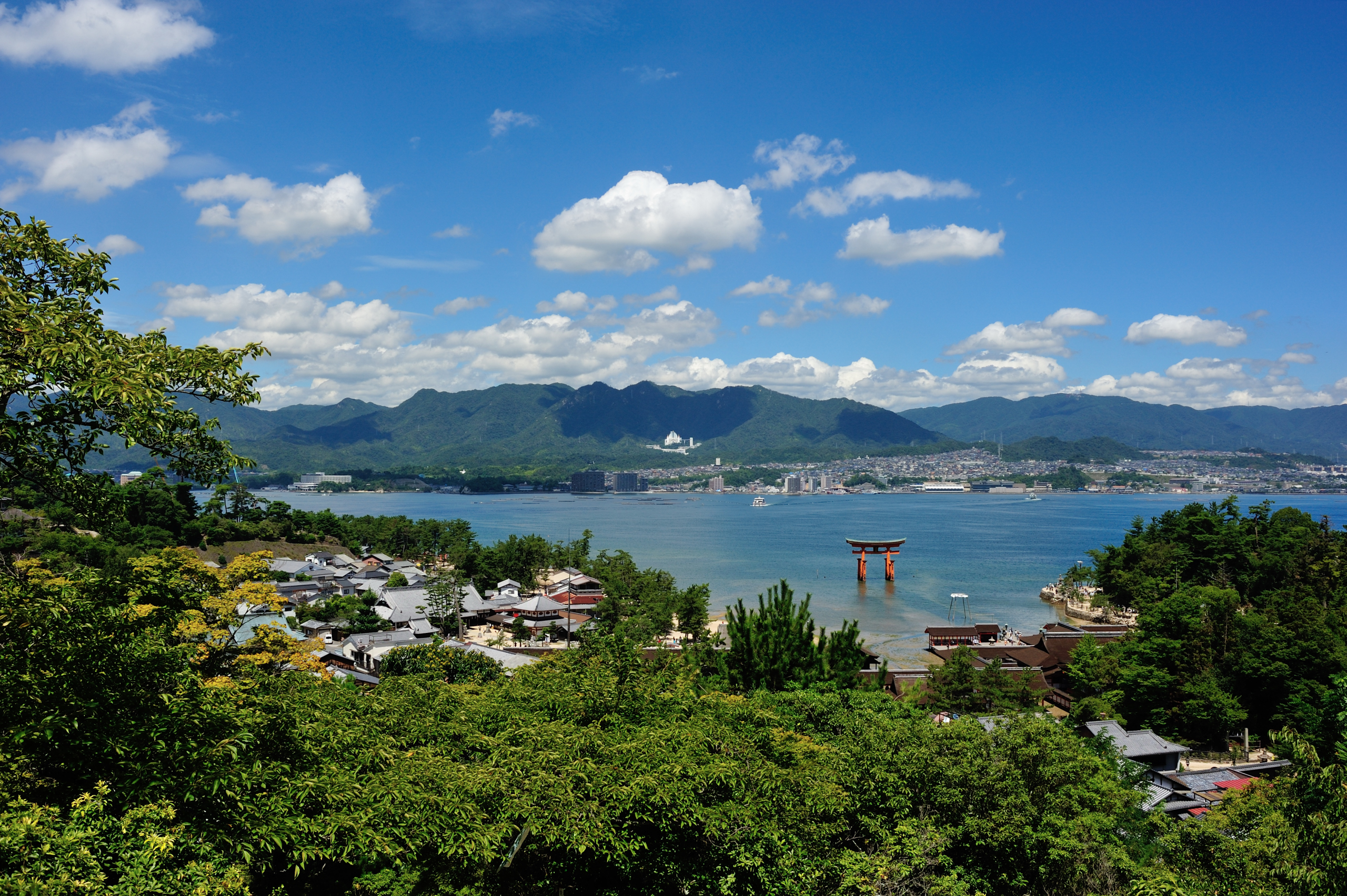
Het eiland Itsukushima (in de voorgrond, foto genomen van het hoogste punt van het eiland richting vasteland van Japan).

Itsukushima (Japans: 厳島) beter bekend als Miyajima (宮島, schrijneiland), is een eiland in de Japanse Binnenzee. Het maakt deel uit van Hatsukaichi, een stad in de prefectuur Hiroshima.
Het eiland is vooral bekend om het shintoschrijn dat erop ligt, het  Itsukushima-schrijn. Voor het schrijn staat in het water de toegangspoort, de torii. Vroeger was de grond van het eiland zo heilig, dat gewone mensen alleen in het schrijn mochten komen, dat ook boven het water is gebouwd. Ze bereikten het schrijn per boot door de torii. Bij vloed staat de poort in het water en bij eb is de poort te voet bereikbaar. Sinds 1996 staat het schrijn op de Werelderfgoedlijst van UNESCO.
Andere bezienswaardigheiden zijn de boeddhistische tempel  Daishō-in en de pagode met vijf verdiepingen, Goju-no-to. Naast de pagode ligt de Senjokaku, het paviljoen van duizend tatami-matten, gebouwd in 1587.
Op de hellingen achter het heiligdom ligt het Momijidanbi-park. Er is een kabelbaan die de bezoeker naar de top van de Misen brengt.
Op het eiland is het kappen van bomen verboden. Er leven vele tamme herten, die overal rondlopen. Sinds ze niet meer gevoerd mogen worden, neemt het aantal af en worden de herten ook minder opdringerig.
Een specialiteit van het eiland zijn een soort zachte koekjes in de vorm van een esdoornblad, traditioneel gevuld met bijvoorbeeld zoete bonenpasta.
Het plaatsje dat op het eiland ligt, ook Miyajima genoemd, bestaat deels nog uit de traditionele laagbouw. Er zijn echter veel souvenirwinkels in gevestigd. De belangrijkste winkelstraat is in de zomer overdekt met doek tegen de felle zon.

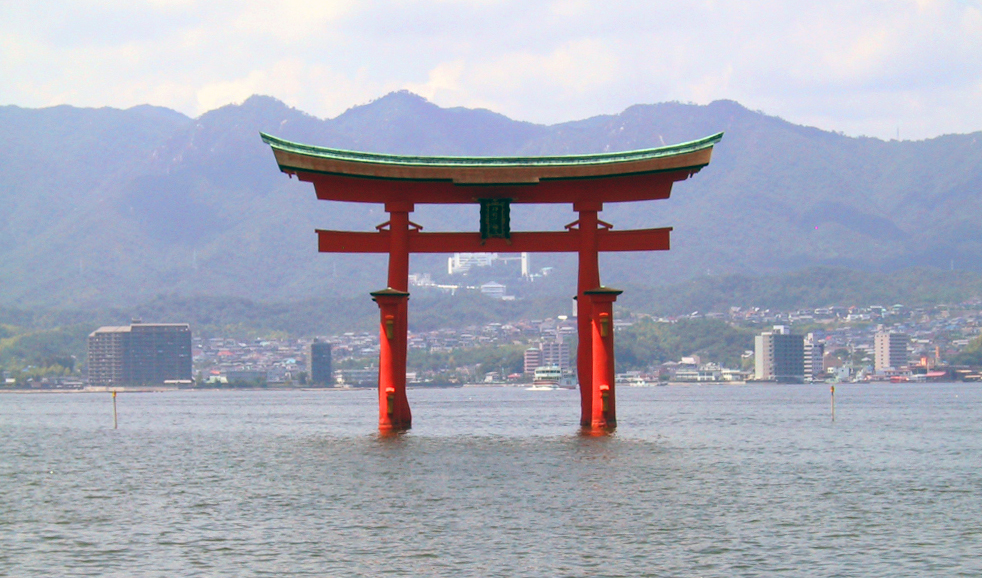
Zicht op het vasteland
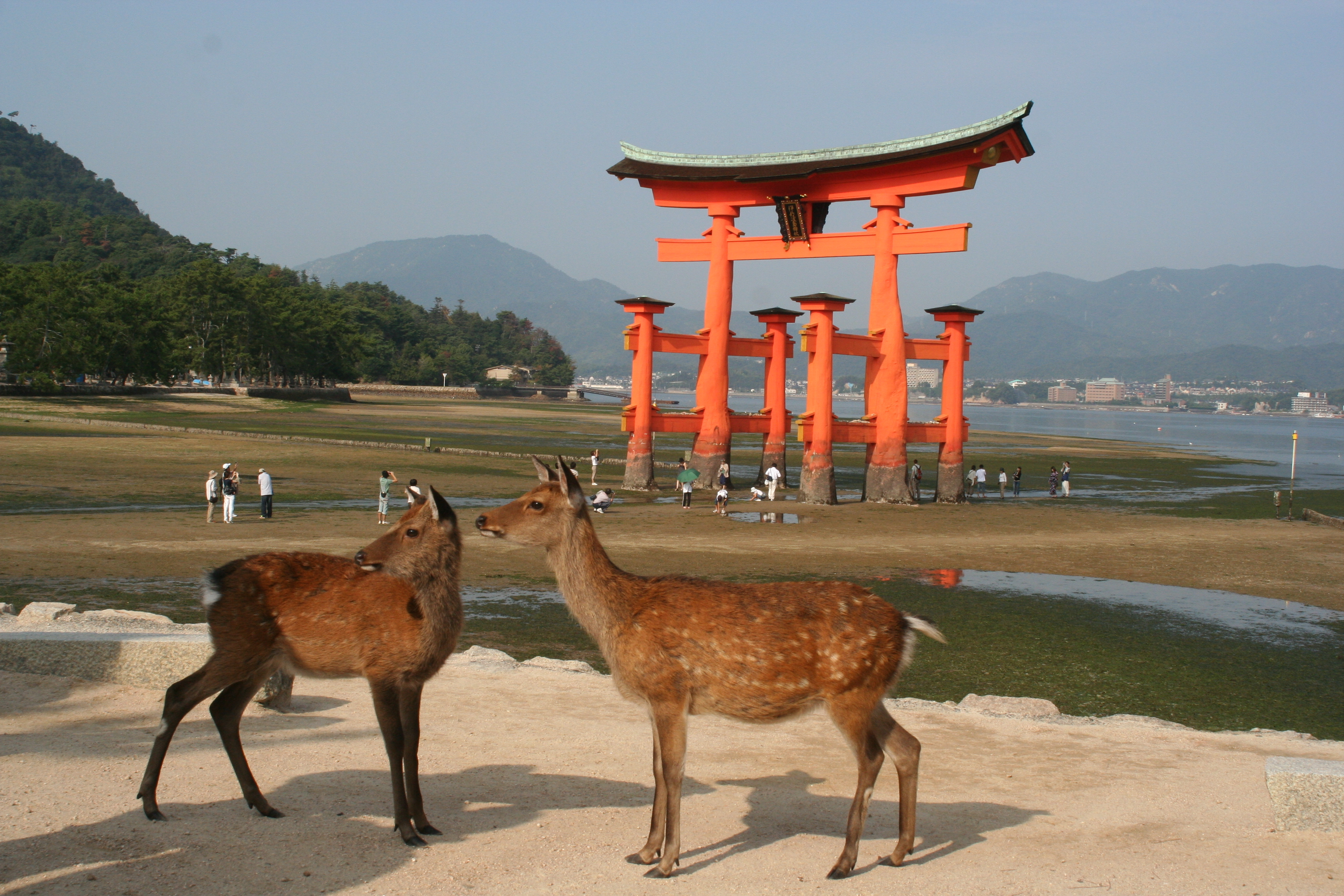
Herten voor de torii bij laag water
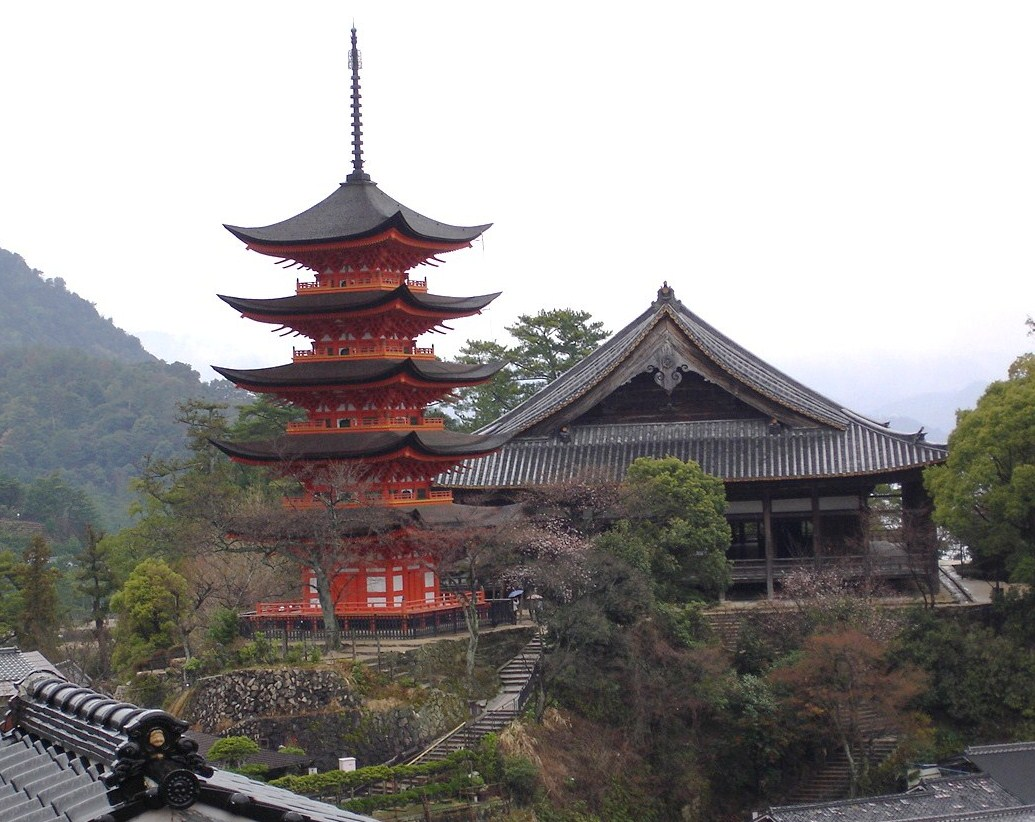
Goju-no-to pagode en Senjokaku
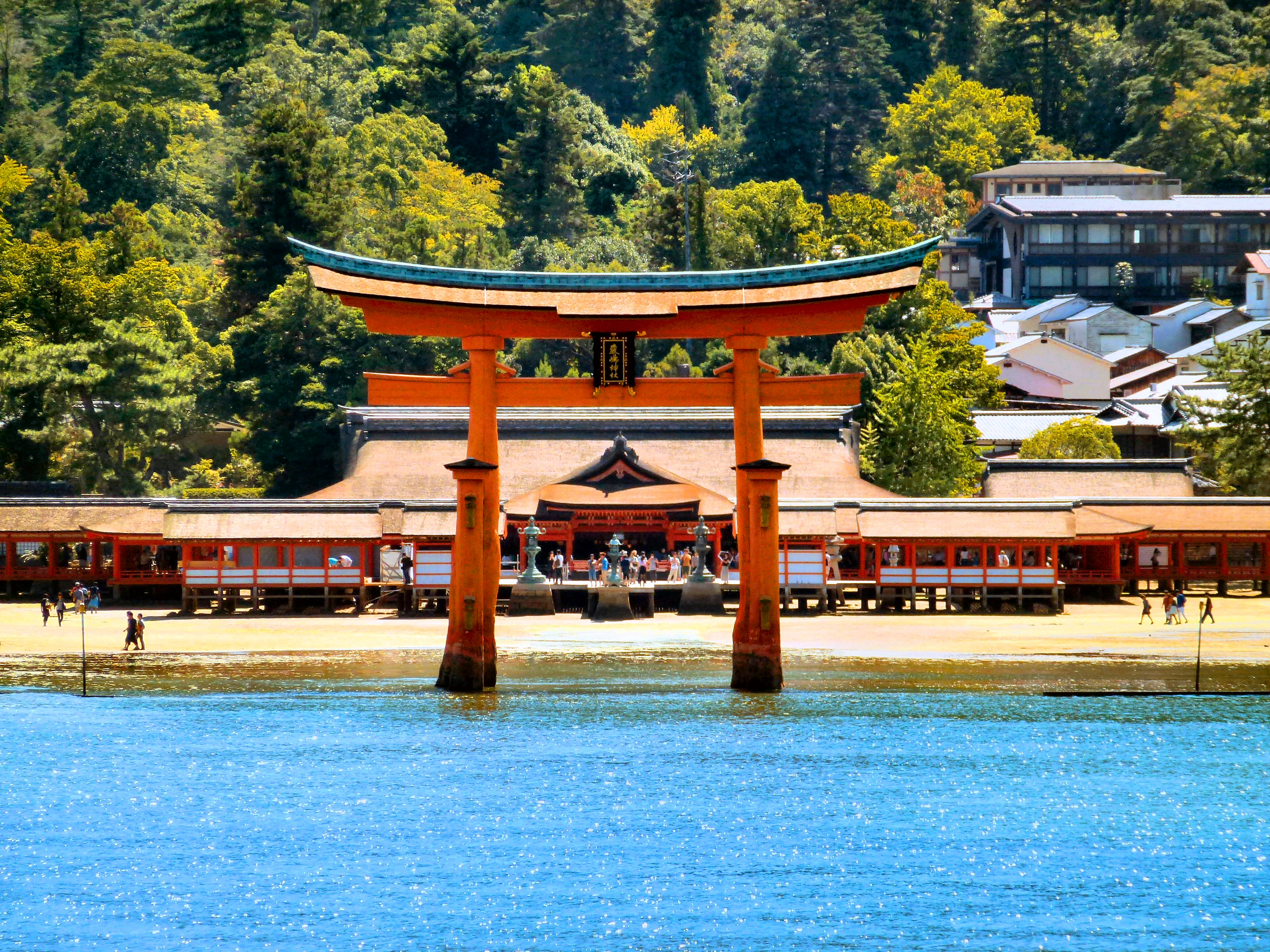
Tempel vanaf het water met de bekende poort (torii) in de voorgrond.